# Gramola

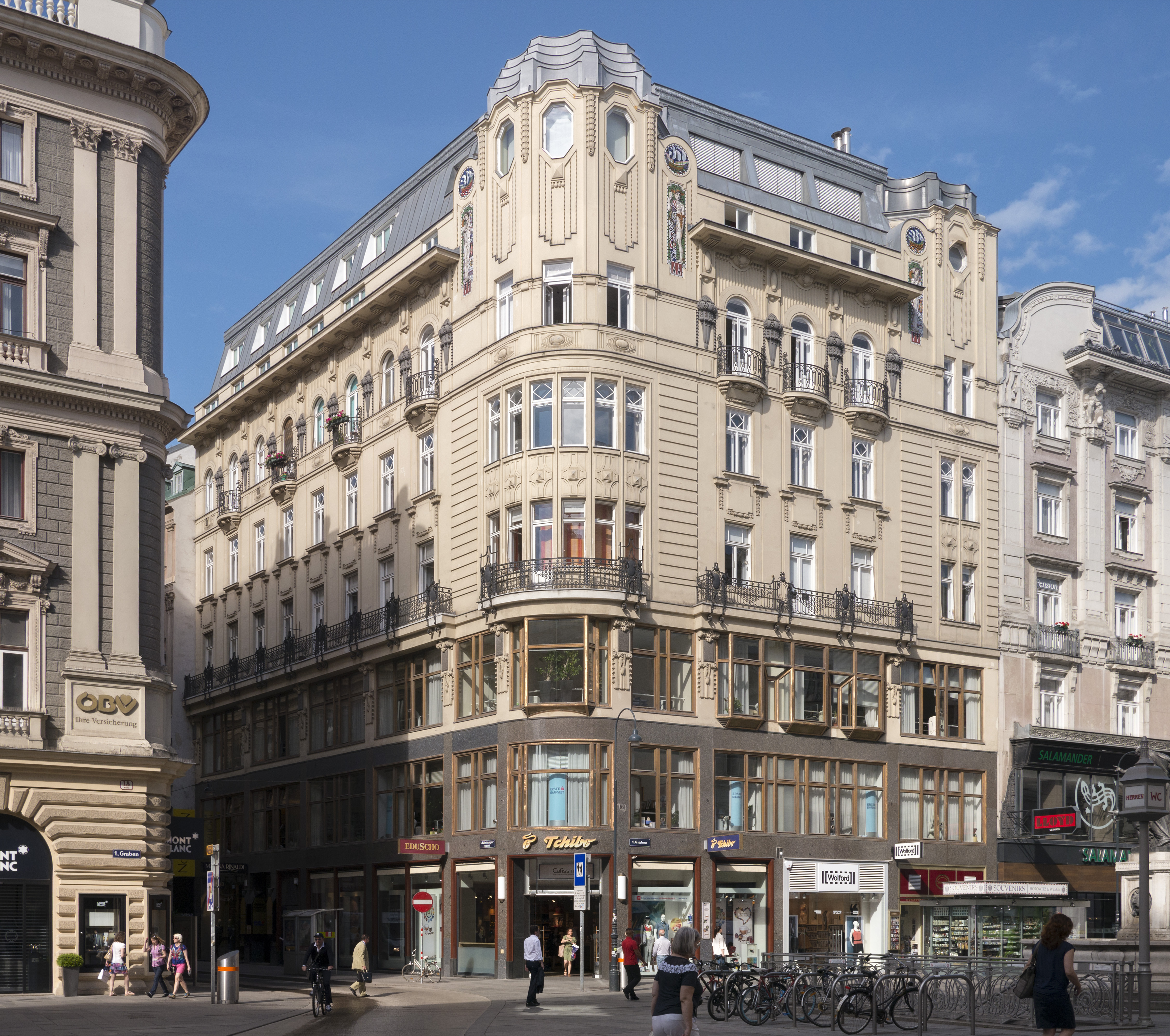
Gramolas Plattengeschäft und zugleich Stammgeschäft am Graben in der Innenstadt von Wien, unten rechts mit der dunkelroten Fassade.

Gramola ist eine österreichische Plattenfirma mit Sitz in Wien. Sie wurde 1924 als Ableger der gleichnamigen britisch-tschechischen Plattenfirma gegründet.
Das Unternehmen ist das älteste Tonträgergeschäft Österreichs und arbeitet als Familienunternehmen in der vierten Generation.
Schwerpunkt des Unternehmens ist die klassische Musik. Anfangs konzentrierte es sich auf österreichische und in Österreich lebende Komponisten wie Joseph Haydn, Wolfgang Amadeus Mozart, Ludwig van Beethoven und Franz Schubert. Heute konzentriert sich das Unternehmen auf die CD-Produktion und die Förderung junger österreichischer oder in Österreich lebender ausländischer Musiker.
Gramola veröffentlicht jährlich bis zu 70 Alben, überwiegend von österreichischen Künstlern. Gramola arbeitet zudem derzeit (Stand 2025) mit exil.arte zusammen, einer Organisation, die sich der Erforschung und Erhaltung der Werke österreichischer Komponisten und Musikwissenschaftler widmet, die während des Nationalsozialismus verfolgt, vertrieben oder ermordet wurden.
2024 berichtete der ORF zum 100-jährigen Bestehen des Unternehmens, das sich inzwischen international einen Namen gemacht hat und Aufnahmen hat.

## Bekannte Künstler mit Veröffentlichungen
- Walter Arlen
- Daniel Auner
- Paul Badura-Skoda
- Rémy Ballot
- Franz Bartolomey
- Ulf Bästlein
- Roland Baumgartner
- Joachim Brügge
- Ammiel Bushakevitz
- Dirk D’Ase
- Constantinos Carydis
- Rafael Catalá
- Dora Deliyska
- Jörg Demus
- Elena Denisova
- Wolfram Derschmidt
- Bernd Richard Deutsch
- Rubén Dubrovsky
- Austin Egen
- Sascha El Mouissi
- Norbert Ernst
- Adrian Eröd
- Meira Farkas
- Walter Johannes Fischer
- Ali Gaggl
- Wolfgang Gaisböck
- Günther Groissböck
- Glenn Gould
- Friedrich Gulda
- Rico Gulda
- Pavel Haas
- David Helbock
- Alfred Hertel
- Paul Hertel
- Anastasia Huppmann
- Thomas Albertus Irnberger
- Ádám Jávorkai
- Herbert von Karajan
- Alexandra Karastoyanova-Hermentin
- Miguel Kertsman
- Wolfgang Kogert
- Alexei Kornienko
- Michael Korstick
- Esther Kretzinger
- Elisabeth Kropfitsch
- Wolfgang Liebhart
- Raimund Lissy
- Ingrid Marsoner
- Lars Mlekusch
- Christof Moser
- Daniel Muck
- Adriane Muttenthaler
- Nikolaus Newerkla
- Maja Osojnik
- Andreas Ottensamer
- Roberto Paternostro
- Hans Petermandl
- Michael Publig
- Ödön Rácz
- Seda Röder
- Jacques Rotter
- Martin Scherber
- Philipp Scheucher
- Thomas Daniel Schlee
- Benjamin Schmid
- Daniel Schmutzhard
- Joschi Schneeberger
- Paul Schweinester
- Ketevan Sepashvili
- Martin Sieghart
- Wilhelm Sterk
- Helmut Strobl
- Clemens Unterreiner
- Alejandro del Valle-Lattanzio
- Nataša Veljković
- Karin Wagner
- Thomas Wally
- Artur Marcell Werau
- Florian Willeitner
- Gerrit Wunder
- Alexander Znamenskiy